# Liste der Kardinalskreierungen Gregors VII.
Papst Gregor VII. (1073–1085) kreierte während seines zwölfjährigen Pontifikates 31 Kardinäle.

## Kardinalskreierungen

### 1073
- Regizzo, Kardinalbischof von Sabina, † um 1078
- Odo de Lagery, Prior von Cluny, Kardinalpriester (Titelkirche unbekannt), 1078 Kardinalbischof von Ostia, ab 12. März 1088 Papst Urban II., † 29. Juli 1099
- Kuno, Kardinalpriester von S. Anastasia, 1099 Kardinalbischof von Frascati, ab 1107/1111 Kardinalbischof von Palestrina, † nach 23. Mai 1123
- Benedetto Cao, Kardinalpriester von S. Prassede, † 1087
- Jean, Kardinalpriester von Ss. Silvestro e Martino, ab 1082 Erzbischof von Dol, Todesdatum unbekannt
- Raniero da Bieda, Kardinalpriester von S. Clemente, ab 13. August 1099 Papst Paschalis II., † 21. Januar 1118
- Natro, Kardinalpriester, verlor 1084 die Kardinalswürde, da er sich Gegenpapst Clemens (III.) anschloss, † nach 1084[2]
- Giovanni, Kardinalpriester von Ss. Giovanni e Paolo, † vor 1088
- Éven, Kardinaldiakon, Kardinalprotodiakon, ab 1076 Kardinalpriester von Ss. Silvestro e Martino, ab 1078 Erzbischof von Dol, † 26. September 1081
- Gregor, Kardinaldiakon, 1076 Kanzler der Heiligen Römisch Kirche, † um 1086
- Giovanni, Kardinaldiakon, 1076 Kardinalprotodiakon, schloss sich um 1080 Clemens (III.) an, † nach 1080
- Gregor, Kardinaldiakon, † nach 11. Dezember 1084

### 1074
- Giovanni de Toscanella, seit 1073 Bischof von Viviers, Kardinalpriester, † nach 1078

### 1075
- Gratianus, Kardinalpriester, war an der Wahl Viktors III. beteiligt, † nach Mai 1086
- Falco, Kardinalpriester von S. Maria in Trastevere, † vor Juni 1079
- Innocenzo, Kardinalpriester, schloss sich 1084 Clemens (III.) an und wurde exkommuniziert[3]
- Bonsignor, Kardinalpriester, Erzpriester der Vatikanbasilika, † um 1085
- Crescenzio, Kardinaldiakon, schloss sich Clemens (III.) an, † nach 1080/1084
- Licinio Savelli, Kardinaldiakon von S. Giorgio in Velabro, † vor 1088
- Berardo de Marsi, Kardinaldiakon von S. Adriano, ab 1090 Kardinaldiakon von S. Angelo in Pescheria, † um 1115

### Februar/März 1076
- Petrus Damiani der Jüngere, Kardinaldiakon, Kardinalpriester zwischen 1088 und 1091, † nach 20. März 1091[4]

### 1076
- Benedetto, Kardinalpriester von S. Pudenziana, † nach Dezember 1124
- Desiderius, Kardinalpriester von S. Prassede, † vor 1099
- Pietro, Kardinalpriester, † nach 1077

### 1078
- Deusdedit, Kardinalpriester von SS. Apostolorom in Eudoxia (= San Pietro in Vincoli),[5] † März 1098/1099
- Gregor, Kardinalbischof von Sabina, † vor 1086
- Richard de Milhau, Kardinalpriester, schloss sich 1083 Clemens (III.) an, nahm an der Papstwahl 1086 teil, schloss sich danach erneut Clemens (III.) an, schloss sich später endgültig Urban II. an, ab 1106 Erzbischof von Narbonne, † 15. Februar 1121[6]

### 1080
- Giovanni II. Minutus, Bischof von Labico, † nach 5. April 1094
- Stefano, Kardinalpriester/-diakon

### 1084
- Gebizzo Ottardi, Bischof von Cesena, Kardinalpriester, † nach März 1097

### 1085
- Azzo, Kardinalpriester, † vor 1124